# Luca Zuffi
Pour les articles homonymes, voir Zuffi.
Luca Zuffi, né le 27 mars 1990 à Winterthour, est un joueur suisse de football, qui évolue au poste de milieu de terrain au FC Winterthour.
Il est le fils de l'ancien footballeur international Dario Zuffi, ainsi que le frère de Sandro et Nico Zuffi, également footballeurs.

## Biographie

### En Club

#### FC Winterthour (2006-2013) et prêt au FC Thoune (2012-2013)
Après six saisons passées dans son club formateur et sa ville natale du FC Winterthour, il est prêté en 2012 au club du FC Thoune.

#### Transfert définitif au FC Thoune (2013-2014)
À la fin de la saison 2012-13, Thoune rachète son contrat et l'intègre complètement dans son effectif pour deux saisons.

#### FC Bâle (2014-2021)
Le 2 mai 2014, le club du FC Bâle officialise la venue de Zuffi au club.
Le 25 février 2016, Luca Zuffi marque un doublé lors d'un match retour des 1/16 de finale de Ligue Europa contre St-Étienne. Le FC Bâle avait perdu 3-2 au match précédent. Il marque d'abord un magnifique coup franc à la 15e minute, qui a d'ailleurs été élu le plus beau de la Ligue Europa 2015-2016. Malgré une malheureuse égalisation de Moustapha Bayal Sall à la 89e, il marque le but de la victoire à la 92e à la suite d'une remise de la tête de Michael Lang.
Le 17 février 2020, Il se déchire les ligaments croisés lors d'un match contre le FC Thoune.
En 2021, il quitte le FC Bâle enfin il se fait licencier par le club.

#### FC Sion (depuis 2021)
Après avoir passé 8 saisons au sein de l'effectif du FC Bâle, le 18 juin 2021, Luca Zuffi signa avec le FC Sion pour une durée de 3 ans,.

### Equipe nationale
En octobre 2015, il sélectionné pour la 1ère fois avec l'équipe de suisse.

## Palmarès
- Champion de Suisse : 2015, 2016 et 2017 avec le FC Bâle.
- Coupe de Suisse : 2017